# Rostrup (slægt)
 For alternative betydninger, se Rostrup. (Se også artikler, som begynder med Rostrup)
Der findes flere borgelige slægter Rostrup. Den største slægt, som tæller flest berømte medlemmer, kan føres tilbage til købmand i Nakskov, Jesper Hansen (død 1738), hvis søn af andet ægteskab, Hans Rostrup (1727–1811), kordegn i Sakskøbing, blev opkaldt efter en afdød halvbror af faderens første ægteskab med Anna Rostrup, datter af sognepræst i Aggersborg, Hans Rostorp (1667-1719).
Hans Rostrup var blandt andre godsforvalter, kammerråd Georg Jesper Rostrup (1773-1865). Denne søn var fader til læge Frederik Rostrup (1818-1906) og botaniker Emil Rostrup (1831-1907), hvis søn Ove Rostrup (1864-1933), som ligeledes var botaniker, giftede sig med entomolog Sofie Rostrup (født Jensen). En tredje af Hans Rostrups sønner, Søren Caspar Rostrup (1777-1821), fuldmægtig og kommissær i Vordingborg, var fader til snedkermester i København, Nicolai Peter Rostrup (1806-1886). Denne søn var fader til snedkermester og overretssagfører Kaspar Rostrup (1845-1911).
En anden slægt nedstammer fra sognepræst i Ulsted, Niels Rostrup Lund (1725-1801), søn af kromand i Ørslevkloster Thyge Lund (død 1756). Dennes søn, Dines Hjersing Rostrup (1773-1834), som ligeledes var sognepræst i Ulsted, var fader til apoteker i New Orleans og Panama, Ulrich Rostrup (1810-1883). Denne søn var fader til to døtre uden for ægteskabet, den norske skuespillerinde Fredrikke Nielsen (1837-1912) samt Armantine Rostrup (1847-1917), som giftede sig med professor Erik Becker.  
En datter af Dines Hjersing Rostrup, Magdalene Rostrup (1804-1880), giftede sig med bogholder i livsforsikringsanstalten i København, kammerråd Niels Willemoes, og var moder til Christiane de Roepstorff (født Willemoes) (1843-1893), som sammen med sin mand, filolog Frederik Adolph de Roepstorff, var missionær på Nikobarerne.  En anden datter, Birgitte Rostrup (1815-1873), giftede sig med købmand i Hobro, Jens Kragh, og var moder til politiassistent i Karlslunde, Jens Kragh (1851-1924).